# National Association of Intercollegiate Athletics
La National Association of Intercollegiate Athletics (NAIA) est une association sportive américaine organisant des compétitions sportives universitaires. Fondée en 1940 à Kansas City comme la National Association for Intercollegiate Basketball (NAIB), l'organisation était spécialisée dans le basket-ball, elle fut la première organisation universitaire aux États-Unis à ouvrir ses portes à la fois aux athlètes noirs et blancs en 1948. En 1952, l'association s'ouvre à d'autres sports et devient la NAIA.
En 2024, la NAIA regroupait 237 universités aux États-Unis et au Canada.

## Sports parrainés en NAIA
| Sports              | Hommes | Femmes |
| ------------------- | ------ | ------ |
| Athlétisme en salle | Oui    | Oui    |
| Athlétisme en stade | Oui    | Oui    |
| Baseball            | Oui    | Non    |
| Basket-ball         | Oui    | Oui    |
| Cheerleading        | Oui    | Oui    |
| Cross Country       | Oui    | Oui    |
| Crosse              | Non    | Oui    |
| Football (Soccer)   | Oui    | Oui    |
| Football américain  | Oui    | Non    |
| Golf                | Oui    | Oui    |
| Lutte               | Oui    | Oui    |
| Natation & Plongeon | Oui    | Oui    |
| Softball            | Non    | Oui    |
| Tennis              | Oui    | Oui    |
| Volleyball          | Oui    | Oui    |

Le hockey sur glace (masculin) jusqu'en 1984.

## Personnalités passées par la NAIA
Liste non-exhaustive de personnalités passées par la NAIA. Certaines universités comme l'Université du centre de l'Arkansas furent affiliées à la NAIA puis à la NCAA.
- Marques Haynes, joueur des Harlem Globetrotters, Université Langston (1942-1946)
- Del Harris, entraîneur NBA, Milligan College (1955–1959)
- Elgin Baylor, joueur NBA, College of Idaho (1954–1955)
- Buck Buchanan, joueur NFL, Université d'État de Grambling (1959–1962)
- Willis Reed, joueur NBA, Université d'État de Grambling (1960–1964)
- Scottie Pippen, joueur NBA, Université du centre de l'Arkansas (1983–1987)
- Dennis Rodman, joueur NBA, l'Université d'État du sud-est de l'Oklahoma (1984-1986)
- Mike McCarthy, entraîneur NFL, Université Baker (1987)
- Jon Kitna, joueur NFL, Université du Centre de Washington (1991–1995)
- Sarah Thomas, arbitre en NFL, Université de Mobile comme joueuse de basket-ball (1992-1995)
- Erin Buescher, joueuse WNBA, Master's College (2000-2001)

## Sources
- (en) Cet article est partiellement ou en totalité issu de l’article de Wikipédia en anglais intitulé « National Association of Intercollegiate Athletics » (voir la liste des auteurs).